# Vecpiebalga

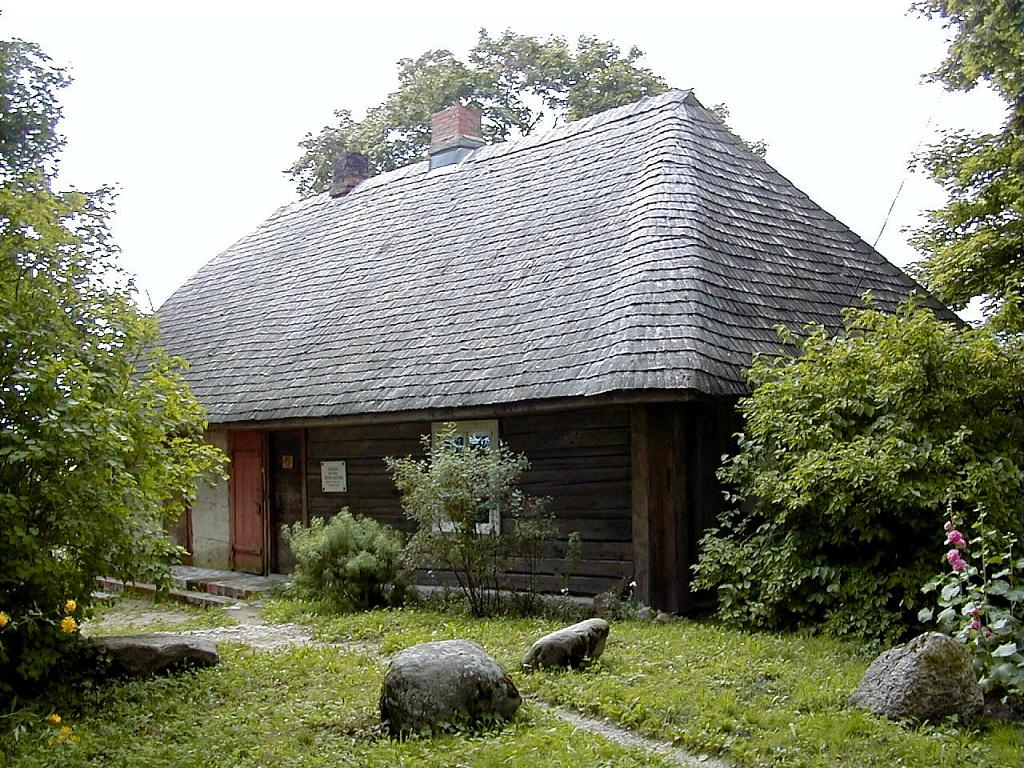
Kaikaši - musée d'écrivain Antons Austriņš.

Vecpiebalga (anciennement en allemand : Alt-Pebalg) est une commune dans la Vidzeme en Lettonie. Géographiquement elle est située dans la partie centrale du plateau de Vidzeme, entre le lac Alauksts et Inesis, au croisement des routes P30 et P33. 37 km la séparent de Madona, 49km de Cēsis et 128 km de Riga. Avec d'autres communes elle fait partie du Vecpiebalgas pagasts dont elle est le centre administratif. C'est la ville natale d'écrivain et révolutionnaire letton Antons Austriņš.

## Personnalités
- Jānis Roze (1878-1942), éditeur et libraire letton.